# Coccolithales
Ordre
Les Coccolithales sont un ordre d’algues de la classe des Prymnesiophyceae (coccolithophores).

## Liste de familles
Selon AlgaeBase (21 juillet 2017) :
- famille des Calcidiscaceae J.R.Young & P.W.Bown
- famille des Calyptrosphaeraceae Boudreaux & W.W.Hay
- famille des Coccolithaceae Poche
- famille des Hymenomonadaceae Senn
- famille des Pleurochrysidaceae Fresnel & Billard
- famille des Reticulosphaeraceae Cavalier-Smith

## Liste des non-classés
Selon NCBI (11 novembre 2021) :
- famille Calcidiscaceae
- famille Coccolithaceae
- famille Hymenomonadaceae
- famille Pleurochrysidaceae
- genre Reticulosphaera

Selon Paleobiology Database (11 novembre 2021) :
- non-classé Coccolithaceae
- non-classé Hymenomonadaceae
- non-classé Pleurochrysidaceae

Selon World Register of Marine Species (11 novembre 2021) :
- famille Calcidiscaceae
- famille Calyptrosphaeraceae Boudreaux & Hay, 1969
- famille Coccolithaceae Poche, 1913
- famille Hymenomonadaceae Senn in Engler & Prant, 1900, emend. Gayral, 1989
- famille Pleurochrysidaceae Fresnel & Billard, 1991
- famille Reticulosphaeraceae Cavalier-Smith